# Lnaga
„Lnaga” este o povestire scurtă științifico-fantastică a scriitorului român Vladimir Colin. Povestirea a apărut în colecțiile de povestiri Viitorul al doilea (1966), Pe lungimea de undă a Cosmosului (1967), Dinții lui Cronos (1975) și Alfa - O antologie a literaturii de anticipație românești (1983). Colin a fost influențat la scrierea povestirilor „Broasca”, „Cetatea morților” și „Lnaga” de Abraham Merritt și H.P. Lovecraft.

## Prezentare

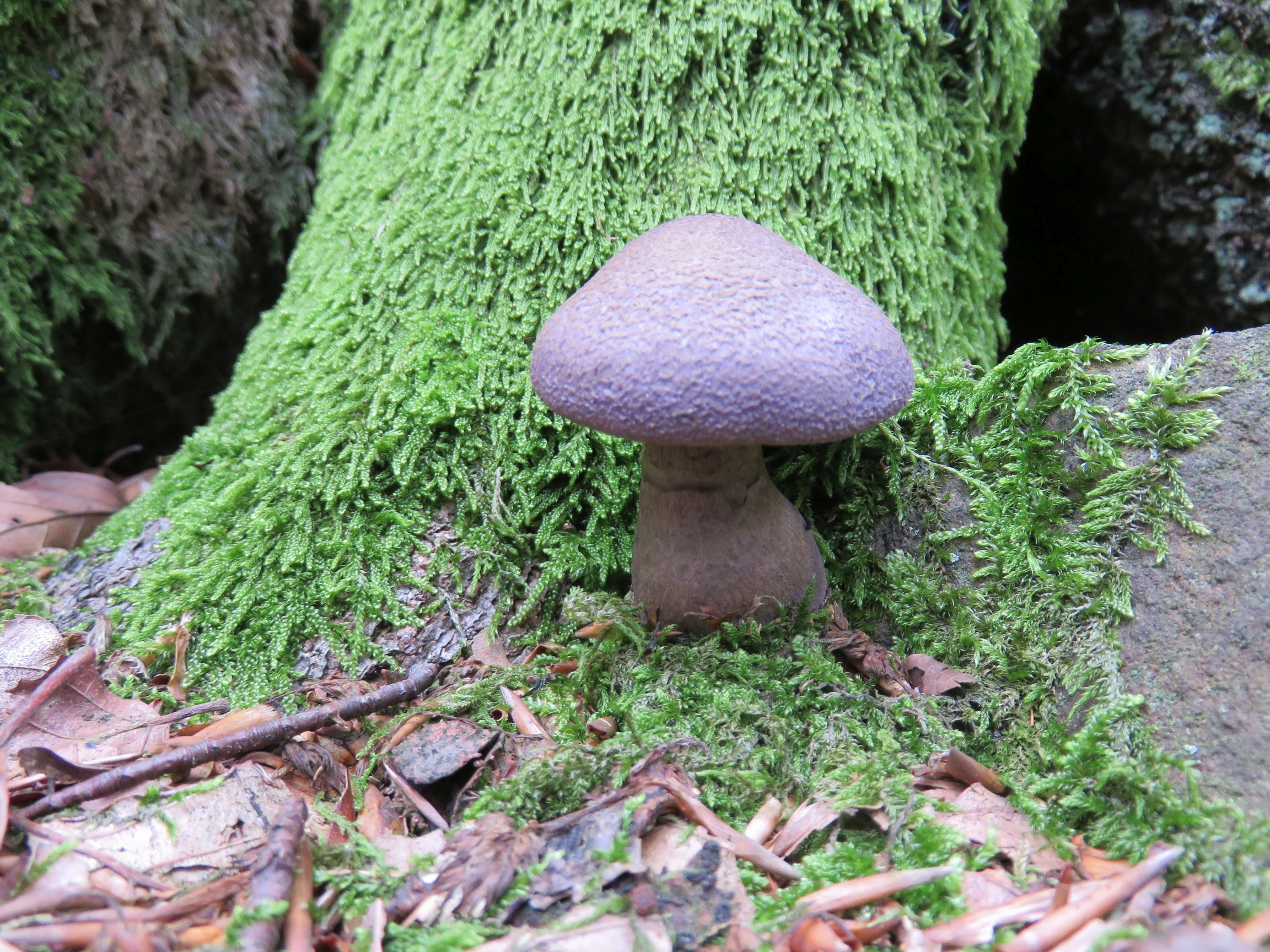
O ciupercă violetă lângă piciorul unui copac

Narațiunea este redată la persoana I de un aventurier denumit Vernon. Lângă piciorul unui copac uriaș (denumit elefant alb) Jim și Vernon (plecați să descopere prin junglă ruinele lui Ngala) descoperă la asfințit o ciupercă violetă cu linii aurii. Odată cu lăsarea întunericului, cei doi observă o lumină spectrală în jurul ciupercii. Jim îi explică lui Vernon că o astfel de ciupercă se întâlnește odată în viață sau nici atunci și că ea se fărâmițează dacă este culeasă și dispare, prin urmare ar trebui s-o consume pe loc. Lui Vernon îi este frică să nu se otrăvească și nu este de acord să consume din ciupercă; el pleacă singur mai departe. După ce rătăcește drumul, se întoarce și dă peste Jim care îi dă cu forța să consume din ciupercă. Peste câteva momente începe să vadă ca ziua și să audă muzică. Deodată ei își dau seama că știu unde se află ruinele lui Ngala. Cei doi călătoresc în trecutul continentului african. Într-un final, Jim moare deoarece a consumat cel mai mult din ciupercă.

## În alte limbi
A fost tradusă în limba rusă ca  Лнага și a apărut în colecțiile На космической волне (Pe lungimea de undă a Cosmosului, 1967), Зубы Хроноса (Dinții lui Cronos, 1979),  Дорога воспоминаний (Drumul amintirilor, 1981). 
În noiembrie 1970 a apărut în limba franceză în revista Fiction, nr. 203, editor Alain Dorémieux, editura OPTA.
În limba bulgară a fost tradusă de Liuben Dilov ca  Лнага și a apărut în colecția Фантастика от ГДР, Полша, Румъния, Унгария, Чехословакия (Ficțiuni fantastice din RDG, Polonia, România, Ungaria și Cehoslovacia, 1978).
În limba ucraineană a fost tradusă de Mykhailo Slaboshpytskyi și a apărut în colecția de povestiri Колиска на орбіті din 1983. Denumirea colecției este dată de traducere în limba ucraineană a povestirii din 1959 a lui Arthur C. Clarke, „Out of the Cradle, Endlessly Orbiting...” (cunoscută și ca „Out of the Cradle”, cu sensul de „Din leagăn, pe orbită eternă”).
În limba germană a apărut în colecția Der redende Goldstaub (Glasul din pulberea aurie) din 1984.

## Legături externe
- Dicționar de cuvinte și noțiuni din SF-ul românesc Cuvinte inexistente utilizate în SF și semnificația lor